# 大村純顕
大村 純顕（おおむら すみあき）は、肥前国大村藩の第11代藩主。

## 生涯
文政5年（1822年）11月5日、第10代藩主・大村純昌の4男として玖島城で生まれた。天保7年（1836年）11月23日、父の隠居で家督を継いだ。
藩を挙げて職制改革・知行制改革、商業流通統制など、様々な藩政改革を行なっていたが、病気を理由に弘化3年（1846年12月に隠居し、翌弘化4年（1847年）2月21日に同母弟で養子の純熈に家督を相続させた。同年3月5日、純顕は病を理由に幕府に帰郷を願い、7日に許可が下りたため15日に江戸を出発して、翌月27日に大村に到着、隠居生活に入った。
明治15年（1882年）1月に純熈が死去し、4月2日に純顕も死去した。享年61。

## 系譜
父母
- 大村純昌（父）
- 仙 ー 家臣福田頼之の妹、側室（母）

正室、継室
- 菊姫 ー 溝口直諒の娘（正室）
- セイ ー 秋田肥季の養女、秋田孝季の娘（継室）

子女
- 松前徳広婚約者
- 大村純一（長男）
- 於旐[1]（次女） ー 家臣浅田安尚室
- 旗 ー 家臣大村泰[2]室
- 岐丸
- 大村武純[注釈 1]（三男）

養子
- 大村純熈 ー 実弟